# Chondrostoma fahirae
Chondrostoma fahirae és una espècie de peix cipriniforme de la família dels ciprínids.
Els mascles poden assolir els 14 cm de longitud total.
Es troba a Turquia.